# Marcel Perrot
Marcel Léon Jacques Perrot (ur. 24 lutego 1879 w Vendôme, zm. 16 lipca 1969 w Deauville) – francuski szermierz, srebrny medalista igrzysk olimpijskich.
Na igrzyskach olimpijskich w Antwerpii w 1920 roku zdobył trzy medale. Najpierw wspólnie z Lionelem Bony de Castellane, Gastonem Amsonem, Philippe'em Cattiau, André Labatutem, Rogerem Ducretem, Lucienem Gaudinem i Georgesem Trombertem zdobył srebro we florecie drużynowym. W turnieju indywidualnym był jedenasty, wygrywając trzy z jedenastu pojedynków. Były to jego jedyne starty olimpijskie.
Nie zdobył medalu mistrzostw świata.